# Danuta Kwapiszewska

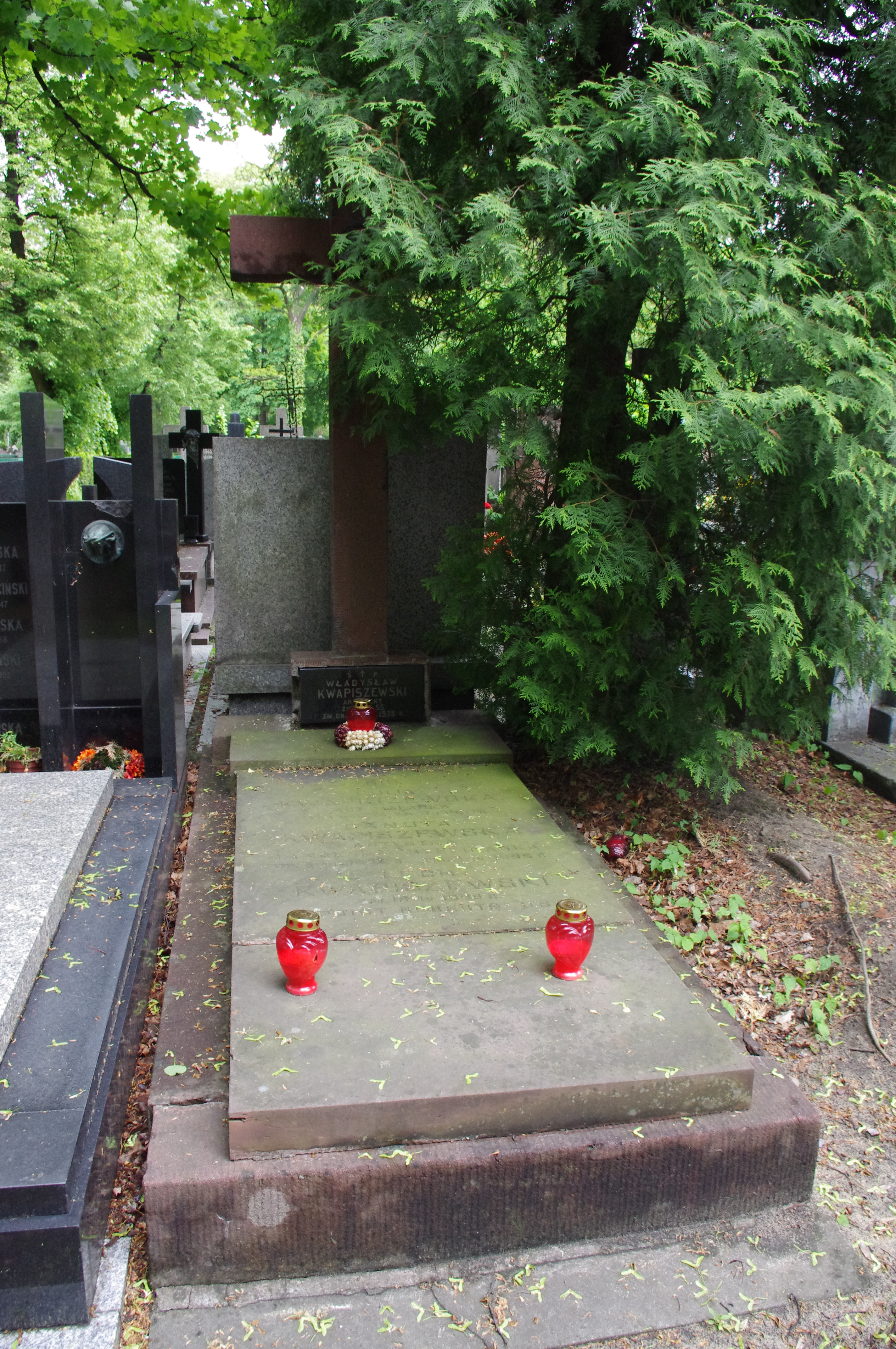
Grób tancerki i rzeźbiarki Danuty Kwapiszewskiej na cmentarzu Bródnowskim w Warszawie

Danuta Kwapiszewska (ur. 6 czerwca 1922, zm. 3 kwietnia 1999 w Warszawie) – polska tancerka i rzeźbiarka, córka malarki Juli Kwapiszewskiej i architekta Władysława Kwapiszewskiego.

## Życiorys
W czasie okupacji niemieckiej mieszkała z rodzicami na Mokotowie w kamienicy Concordia. Występowała w małych warszawskich teatrzykach w tym między innymi na Nowym Świecie w „Walcu Chopina”.
Po wojnie była jedną z bardziej uznanych tancerek baletowych w Polsce. Została odznaczona złotym medalem w Budapeszcie i Brukseli. Pod koniec lat 50. występowała m.in. w kabarecie „Wagabunda”. Po ciężkim wypadku została sparaliżowana od pasa w dół. Zajęła się wtedy rzeźbiarstwem i nauczaniem tańca.
Była uczestniczką Międzynarodowego Pleneru Malarsko-Rzeźbiarskiego „Garbno ’77” odbywającego się w ramach czwartej edycji projektu artystycznego pn. Plener Malarsko-Rzeźbiarski „Garbno”, zorganizowanego od 18 maja do 8 czerwca 1977.
W 1979 otrzymała Złoty Krzyż Zasługi.
Została pochowana na cmentarzu Bródnowskim (kw. 33A-VI-2).
W roku 1983 powstał o niej krótki film dokumentalny Moje rzeźby tańczą za mnie w reż. Tadeusza Kijańskiego. Jej poetycką biografię planowała choreografka Lidia Bień.